# Ținutul Mării
Il Ținutul Mării era uno dei 10 Ținut, suddivisione amministrativa di primo livello, in cui era diviso il Regno di Romania.
Comprendeva parte della Valacchia, la parte meridionale della Dobrugia Settentrionale e l'intera Dobrugia Meridionale. Il nome deriva dal Mar Nero e la capitale era la città di Costanza
Venne istituito nel 1938 a seguito della riforma amministrativa di stampo fascista attuata dal Re Carlo II di Romania.

## Distretti incorporati
I distretti vennero soppressi. I 4 che componevano il Ținutul Mării erano i seguenti:
- Distretto di Caliacra
- Distretto di Costanza
- Distretto di Durostor
- Distretto di Ialomița

## Stemma
Lo stemma è composto da 4 bande sinistre, 2 azzurre e 2 d'Oro che rappresentano i 4 distretti. Sopra lo scudo è raffigurata un'àncora d'argento, che rappresenta il litorale

## Soppressione del Ținut
Con l'inizio della seconda guerra mondiale parte del territorio venne perso a favore della Bulgaria, a seguito del Trattato di Craiova.